# 沙图
沙图（法語：Chatou，法語發音：[ʃatu] ⓘ），法国中北部城市，法兰西岛大区伊夫林省的一个市镇，隶属于圣日耳曼昂莱区，其市镇面积为5.08平方公里，2022年1月1日时人口数量为30,054人，在法国城市中排名第276位。
沙图位于伊夫林省东北部，塞纳河右岸，是巴黎西部的一个郊区卫星城，法兰西岛大区快铁A线经过此地。

## 地名来源
“沙图”一名最初以“Catonacp”的形式出现于一枚墨洛温王朝时期的钱币上。根据法国地名学家埃内斯特·内格尔的论述，该名称可能出自人名“Cattus”。

## 历史

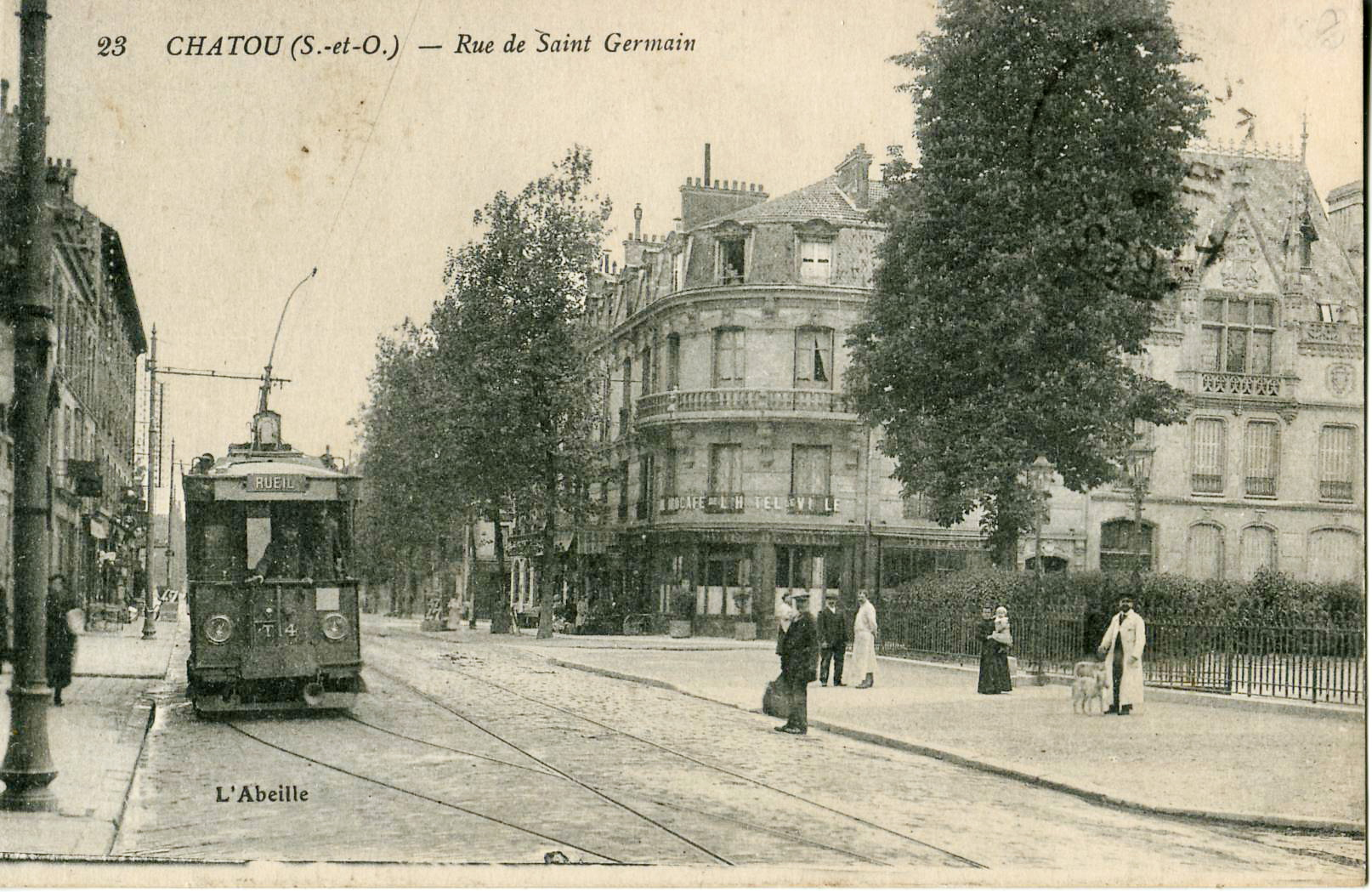
20世纪初的沙图街头

沙图所在区域最初可能是古凯尔特人的活动范围，后者在此建立了村庄。中世纪初，沙图多次遭遇外敌入侵。墨洛温王朝期间，沙图出现了一处庄园宅邸。公元845年3月，维京人顺塞纳河逆流而上进攻巴黎，后者在塞纳河一处曲流登陆沙图，并占领和烧毁了当地的村庄。自870年起，沙图成为圣但尼主教区的保护领地。其间，沙图曾于公元14世纪被蒙莫朗西家族继承。1595年，沙图出现了首座横跨塞纳河的桥梁。17世纪时，沙图出现了固定的商业集市。公元18世纪时，当地领主亨利·贝尔坦在沙图附近开辟采砂场，他后于1762年被任命为法兰西王国内阁大臣，沙图采砂场也因此成为皇家采砂场。1766年，贝尔坦在沙图兴建了一处大型城堡。法国大革命后，沙图成为塞纳-瓦兹省的一个市镇。1837年，途径沙图的巴黎－圣日耳曼昂莱铁路建成，它也是法兰西岛地区最早的准轨铁路线之一。1839年，沙图市政厅大楼建成。1848年法国二月革命以及1870年普法战争期间，沙图均成为一个重要据点。1875年，沙图的部分区域被划出，成为新市镇勒韦西内的一部分。法国大革命后，随着巴黎的城市扩张，沙图人口数量快速增加，当地出现了多处柯布西耶居民区。1968年，塞纳-瓦兹省被撤销，沙图被划入新成立的伊夫林省。

## 地理

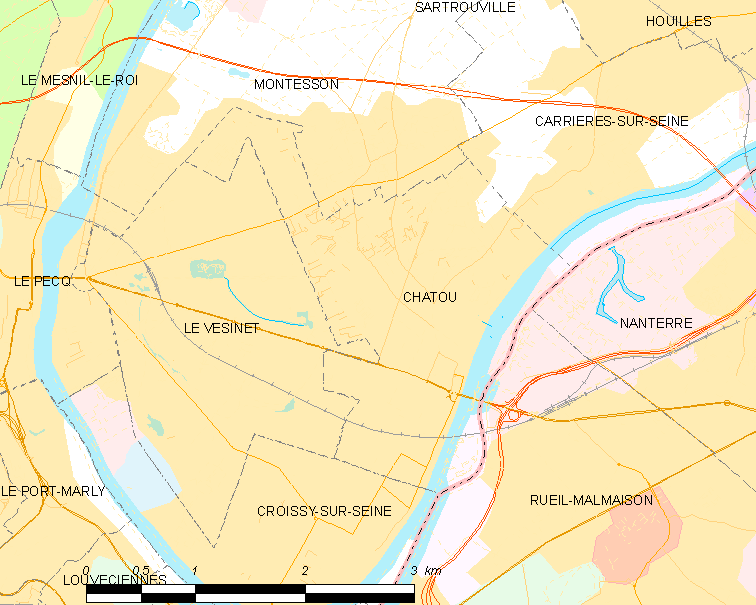
沙图市镇范围地图

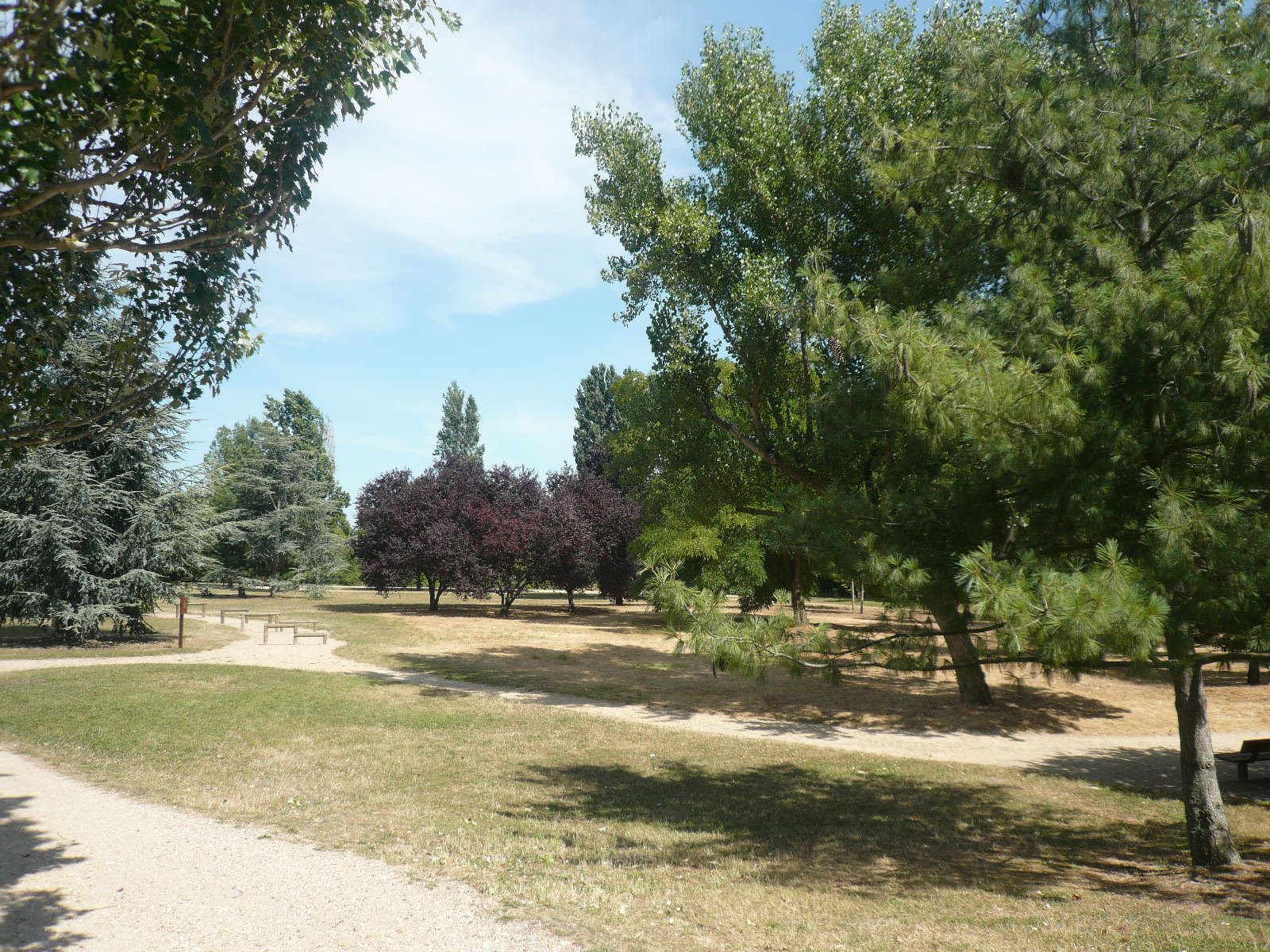
沙图岛上的绿地

沙图位于法国中北部，法兰西岛大区中北部偏西和伊夫林省东北部，距离省会凡尔赛大约13公里。与沙图接壤的市镇包括：楠泰尔、吕埃-马尔迈松、塞纳河畔卡里耶尔、塞纳河畔克鲁瓦西、蒙泰松、勒韦西内。

### 地形
沙图位于巴黎盆地腹地，境内以平原为主，市镇中心地势较为平坦，总体地势自塞纳河畔向外侧逐渐抬升，全境海拔在22到58米之间。

### 水文
沙图位于塞纳河流域范围内，其干流自东北向西南流经市区东南部，其河段内的一处河心岛亦以“Chatou”命名，现为沙图市镇范围的一部分。

### 植被
沙图属于温带阔叶混交林区，市区内的主要绿地公园包括欧洲公园（Parc de l'Europe）、山岭花园（Jardin de la Côte）等，均常年免费向公众开放。
在鲜花城市的评比中，沙图被评为1星级鲜花城市。

### 气候
沙图在柯本气候分类法中属于温带海洋性气候。
距离沙图最近的气象站位于科隆布境内，以下为该气象站的数据（其中日照数据取自勒布尔歇）：
| 科隆布1981年－2019年 | 科隆布1981年－2019年 | 科隆布1981年－2019年 | 科隆布1981年－2019年 | 科隆布1981年－2019年 | 科隆布1981年－2019年 | 科隆布1981年－2019年 | 科隆布1981年－2019年 | 科隆布1981年－2019年 | 科隆布1981年－2019年 | 科隆布1981年－2019年 | 科隆布1981年－2019年 | 科隆布1981年－2019年 | 科隆布1981年－2019年 |
| 月份                 | 1月                  | 2月                  | 3月                  | 4月                  | 5月                  | 6月                  | 7月                  | 8月                  | 9月                  | 10月                 | 11月                 | 12月                 | 全年                 |
| -------------------- | -------------------- | -------------------- | -------------------- | -------------------- | -------------------- | -------------------- | -------------------- | -------------------- | -------------------- | -------------------- | -------------------- | -------------------- | -------------------- |
| 历史最高温 °C（°F）  | 16.2 (61.2)          | 21 (70)              | 25.5 (77.9)          | 31.1 (88.0)          | 35 (95)              | 37.9 (100.2)         | 40 (104)             | 40.9 (105.6)         | 34 (93)              | 30.9 (87.6)          | 22 (72)              | 17.5 (63.5)          | 40.9 (105.6)         |
| 平均高温 °C（°F）    | 7.6 (45.7)           | 8.8 (47.8)           | 12.7 (54.9)          | 16.2 (61.2)          | 20.1 (68.2)          | 23.2 (73.8)          | 25.8 (78.4)          | 25.5 (77.9)          | 21.7 (71.1)          | 16.8 (62.2)          | 11.2 (52.2)          | 7.9 (46.2)           | 16.5 (61.7)          |
| 日均气温 °C（°F）    | 5 (41)               | 5.6 (42.1)           | 8.7 (47.7)           | 11.5 (52.7)          | 15.3 (59.5)          | 18.3 (64.9)          | 20.6 (69.1)          | 20.3 (68.5)          | 17 (63)              | 13.1 (55.6)          | 8.3 (46.9)           | 5.5 (41.9)           | 12.4 (54.3)          |
| 平均低温 °C（°F）    | 2.4 (36.3)           | 2.4 (36.3)           | 4.7 (40.5)           | 6.8 (44.2)           | 10.5 (50.9)          | 13.4 (56.1)          | 15.4 (59.7)          | 15.2 (59.4)          | 12.2 (54.0)          | 9.3 (48.7)           | 5.5 (41.9)           | 3.1 (37.6)           | 8.4 (47.1)           |
| 历史最低温 °C（°F）  | −15 (5)              | −12 (10)             | −7 (19)              | −2 (28)              | 1.9 (35.4)           | 5.4 (41.7)           | 9 (48)               | 7.9 (46.2)           | 4.7 (40.5)           | −2.2 (28.0)          | −6.7 (19.9)          | −9.1 (15.6)          | −15 (5)              |
| 平均降水量 mm（）    | 49.6 (1.95)          | 41.4 (1.63)          | 46.9 (1.85)          | 46.9 (1.85)          | 63.7 (2.51)          | 51 (2.0)             | 58.3 (2.30)          | 50.2 (1.98)          | 48 (1.9)             | 61.4 (2.42)          | 48.1 (1.89)          | 57.5 (2.26)          | 623 (24.5)           |
| 月均日照時數         | 62                   | 75.1                 | 125                  | 165.8                | 193.3                | 206.9                | 215.7                | 206.2                | 160.2                | 111.2                | 65.1                 | 50.8                 | 1,637.3              |
| 来源：infoclimat.fr  |                      |                      |                      |                      |                      |                      |                      |                      |                      |                      |                      |                      |                      |

## 行政区划
沙图的市镇编号为78146，邮政编号为78400。
在行政管理方面，沙图隶属于法国法兰西岛大区伊夫林省圣日耳曼昂莱区；在地方选举方面，沙图是沙图县的中央投票站所在地，其市镇范围全境被划入伊夫林省第四选区；在社会管理方面，沙图是圣日耳曼塞纳河湾城市圈公共社区的组成部分。
法国国家统计与经济研究所（简称）在进行数据统计时，将沙图及相邻的另外428个市镇设为巴黎城市核心区（2020年扩充至431个），并将包括核心区在内的周边共1,794个市镇划为巴黎城市区。自2020年起，巴黎城市区被包含1,949个市镇的巴黎城市辐射区代替。此外，还将沙图市镇分为了13个“块区”（IRIS），以便于统计人口分布情况。

## 交通

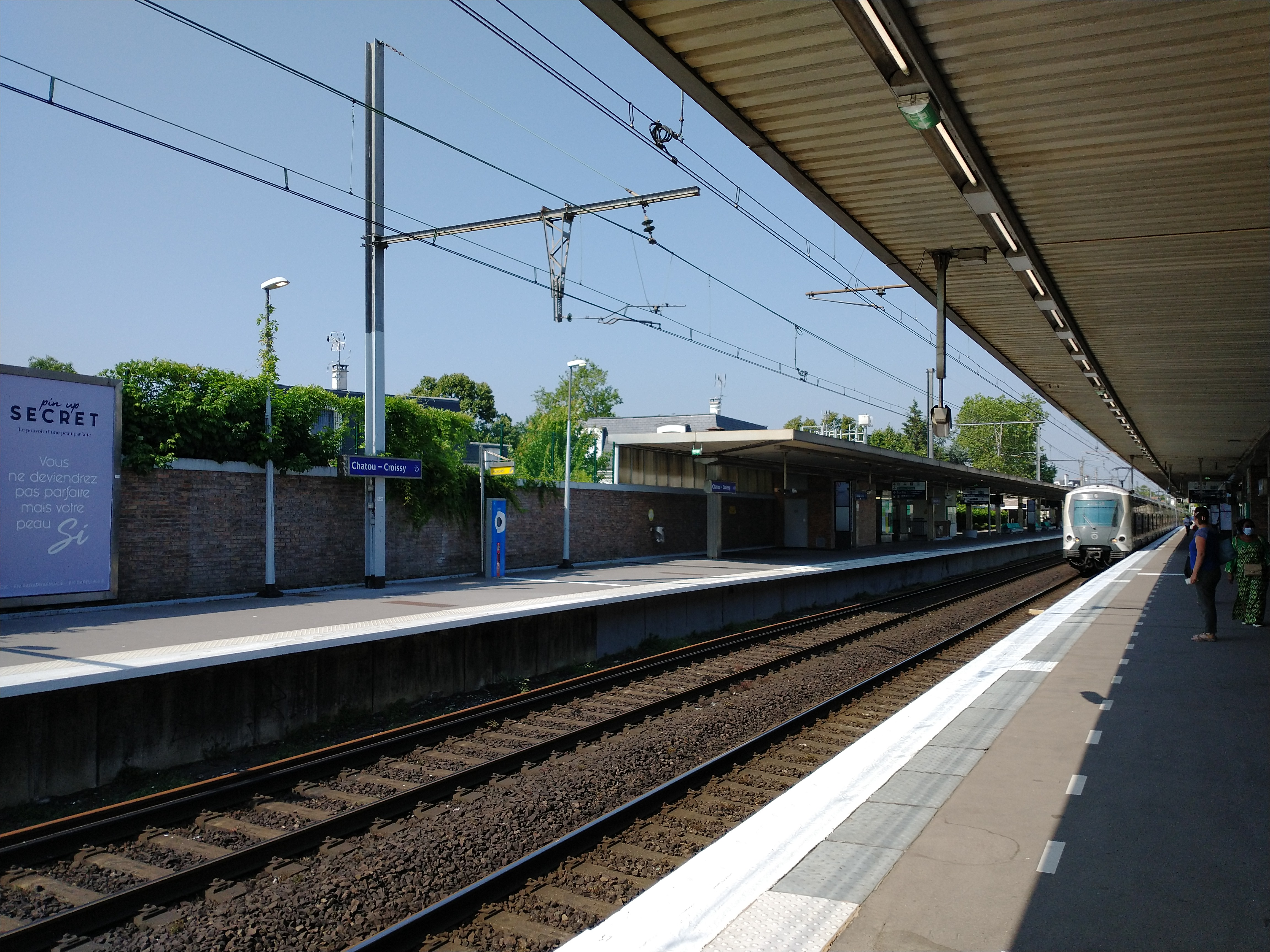
沙图-克鲁瓦西站的站台

### 公路
沙图境内的大部分道路已完成城市化改造，配套有照明、排水、人行道等设施。
| （外环） | 1 |

| （内环） | 1.2 |

| 凡尔赛 | 13 |

| 萨特鲁维尔 | 7 |

| 圣日耳曼昂莱 | 7 |

| 伯宗 | 8 |

| 楠泰尔 | 4 |

| 吕埃-马尔迈松 | 3 |

2019年，75%的沙图家庭拥有至少一辆私人汽车。2018年，沙图境内共发生各类交通事故4起，造成5人受伤。

### 铁路
沙图位于巴黎－圣日耳曼昂莱铁路上。沙图-克鲁瓦西站位于市区南部，因位于沙图境内并且靠近塞纳河畔克鲁瓦西而闻名，该站停靠法兰西岛大区快铁A线。

### 航空
距离沙图最近的民用航空站为巴黎-奥利机场，距离沙图市中心的公路里程约33公里。

### 城市公共交通
阿让特伊-塞纳河湾公交路网的多条线路以及法兰西岛夜班车153线经过沙图境内。
| 途经沙图境内的主要公共交通线路 |                                                         | |
| 类型                           | 运营商                                                  | 线路 |
| 快铁                           | RATP                                                    | ：圣日耳曼昂莱站 ↔ 沙图-克鲁瓦西站 ↔ 楠泰尔省府站 ↔ 拉德芳斯站 ↔ 沙特雷站 ↔ 巴黎里昂车站 ↔ 万塞讷站 ↔ 马恩拉瓦莱-谢西站 / 布瓦西圣莱热站 |
| 公共汽车                       | Argenteuil - Boucles de Seine 阿让特伊-塞纳河湾公交路网 | A：快铁乌耶-塞纳河畔卡里耶尔站 ↔ 茹安上校 ↔ 蒙索 ↔ 欧洲公园 ↔ 勒努瓦尔 ↔ 鲁医生广场 ↔ 菲纳尔泰里球场 ↔ 荒地 ↔ 沙尔梅特 ↔ 快铁勒韦西内-勒佩克站 B：快铁萨特鲁维尔站 ↔ 斯特拉斯堡 ↔ 商业中心 ↔ 泰奥菲尔·鲁塞尔 ↔ 马赖/勒克莱尔将军 ↔ 勒努瓦尔 ↔ 克洛德·莫内 ↔ 共和国-勒克莱尔 ↔ 保罗·贝尔 ↔ 沙图市政厅 ↔ 快铁吕埃-马尔迈松站 C：快铁乌耶-塞纳河畔卡里耶尔站 ↔ 活石高级中学 ↔ 商业中心 ↔ 泰奥菲尔·鲁塞尔 ↔ 马赖/勒克莱尔将军 ↔ 茹费理 ↔ 沙尔梅特 ↔ 快铁勒韦西内-勒佩克站 D：快铁沙图-克鲁瓦西站 ↔ 凡尔登 ↔ 磨坊 ↔ 欧日耶 ↔ 布日瓦勒桥 ↔ 德里约讷广场 ↔ 布日瓦勒火车站 ↔ 大土地 ↔ 大平台 ↔ 帕尔利二号商业中心 E：快铁沙图-克鲁瓦西站 ↔ 凡尔登 ↔ 磨坊 ↔ 欧日耶 ↔ 吕西安·居特里 ↔ 克鲁瓦西王子 ↔ 快铁勒韦西内中央站 L：快铁乌耶-塞纳河畔卡里耶尔站 ↔ 茹安上校 ↔ 蒙索 ↔ 欧洲公园 ↔ 莫泊桑 ↔ 马约利 M：快铁沙图-克鲁瓦西站 ↔ 凡尔登 ↔ 十字架路口 ↔ 克鲁瓦西王子 ↔ 快铁勒韦西内中央站 ↔ 阿兰高级中学 ↔ 快铁勒韦西内-勒佩克站 S3：科尔梅耶 ↔ 萨布隆·达尔西 ↔ 巴勃罗·毕加索高级中学 ↔ 茹费理 ↔ 荒地 ↔ 菲纳尔泰里球场 ↔ 鲁医生广场 ↔ 勒努瓦尔 ↔ 让·饶勒斯 ↔ 保罗·贝尔 T：快铁沙图-克鲁瓦西站（区域环线） 1S：活石高级中学（校车区域环线，经欧洲公园及塞纳河畔克鲁瓦西、勒韦西内市镇） 12S：快铁沙图-克鲁瓦西站（校车区域环线，经塞纳河畔克鲁瓦西、勒韦西内市镇） |
| 公共汽车                       | (N)                                                     | N153：巴黎圣拉扎尔站 ↔ 拉德芳斯 ↔ 快铁楠泰尔城站 ↔ 快铁吕埃-马尔迈松站 ↔ 市政厅-沙图-克鲁瓦西快铁站 ↔ 勒韦西内-勒佩克站 ↔ 圣日耳曼昂莱 |
| 1.                             |                                                         | |

## 政治

### 市政内阁

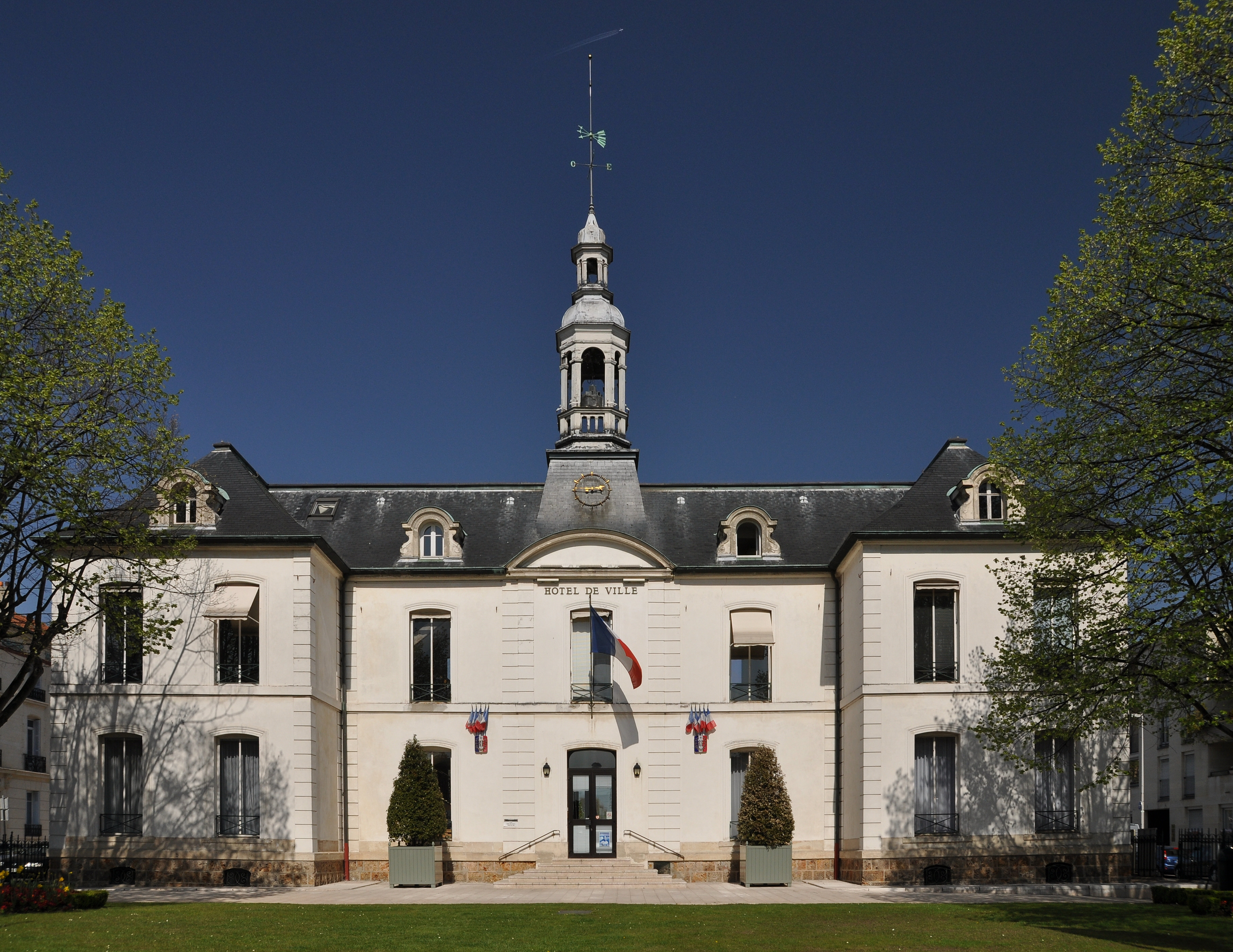
沙图市政厅

沙图的现任市长为埃里克·迪穆兰先生（Éric DUMOULIN），他是共和党的一名成员，在2020年的市政选举中获得了75.21%的支持率。
| 沙图历届市长   | 沙图历届市长                         | 沙图历届市长                       |
| 任期           | 市长                                 | 党派                               |
| -------------- | ------------------------------------ | ---------------------------------- |
| 1944年－1947年 | Jacques BOUVIER 雅克·布维耶          | 無黨籍                             |
| 1947年－1953年 | Henry VERCKEN 亨利·韦尔肯            | RPF法国人民联盟                    |
| 1953年－1954年 | André COMBE 安德烈·孔布              | CNIP全国独立人士与农民中心         |
| 1954年－1959年 | Albert LAUBEUF 阿尔贝·洛伯夫         | RAD激进党                          |
| 1959年－1971年 | Jean-François HENRY 让-弗朗索瓦·亨利 | CNIP全国独立人士与农民中心         |
| 1971年－1979年 | Jacques CATINAT 雅克·卡蒂纳          | UDR共和国保卫联盟 →RPR保衛共和聯盟 |
| 1979年－1982年 | Charles FINALTÉRI 夏尔·菲纳尔泰里    | DVD右翼无党派人士                  |
| 1982年－1995年 | Jean BONNET 让·博内                  | RPR保衛共和聯盟                    |
| 1995年－2008年 | Christian MUREZ 克里斯蒂安·米雷      | RPR保衛共和聯盟 →UMP人民运动联盟   |
| 2008年－2018年 | Ghislain FOURNIER 吉兰·富尼耶        | UMP人民运动联盟 →LR共和黨          |
| 2018年－       | Éric DUMOULIN 埃里克·迪穆兰          | DVD右翼无党派人士 →LR共和黨        |

### 各级选举
| 沙图历届投票选举结果 | 沙图历届投票选举结果 | 沙图历届投票选举结果 | 沙图历届投票选举结果 | 沙图历届投票选举结果          | 沙图历届投票选举结果 | 沙图历届投票选举结果 | 沙图历届投票选举结果          | 沙图历届投票选举结果 | 沙图历届投票选举结果 |
| 选举项目             | 选举范围             | 选区单位             | 选区单位内的选举结果 | 选区单位内的选举结果          | 选区单位内的选举结果 | 选区单位内的选举结果 | 选区单位内的选举结果          | 选区单位内的选举结果 | 参考资料             |
| 选举项目             | 选举范围             | 选区单位             | 第一轮胜出者         | 第一轮胜出者                  | 支持率               | 第二轮胜出者         | 第二轮胜出者                  | 支持率               | 参考资料             |
| -------------------- | -------------------- | -------------------- | -------------------- | ----------------------------- | -------------------- | -------------------- | ----------------------------- | -------------------- | -------------------- |
| 2017年法國總統選舉   | 法國                 | 市镇                 |                      | 弗朗索瓦·菲永                 | 34.54%               |                      | 埃马纽埃尔·马克龙             | 84.06%               | [ 23 ]               |
| 2017年法国立法选举   | 伊夫林省第四选区     | 市镇                 |                      | 玛丽·勒贝克                   | 43.91%               |                      | 玛丽·勒贝克                   | 54.17%               | [ 23 ]               |
| 2019年欧洲议会选举   | 法國                 | 市镇                 |                      | 纳塔莉·卢瓦索                 | 37.4%                | （不适用）           | （不适用）                    | （不适用）           | [ 25 ]               |
| 2021年法国省级选举   | 伊夫林省             | 县                   |                      | 埃里克·迪穆兰 斯特凡妮·蒂埃尔 | 60.9%                |                      | 埃里克·迪穆兰 斯特凡妮·蒂埃尔 | 72.47%               | [ 26 ]               |
| 2021年法国省级选举   | 伊夫林省             | 市镇                 |                      | 埃里克·迪穆兰 斯特凡妮·蒂埃尔 | 66.8%                |                      | 埃里克·迪穆兰 斯特凡妮·蒂埃尔 | 75.5%                | [ 26 ]               |
| 2021年法国大区选举   | 法蘭西島大區         | 市镇                 |                      | 瓦莱丽·佩克雷斯               | 49.37%               |                      | 瓦莱丽·佩克雷斯               | 59.15%               | [ 27 ]               |
| 2022年法国总统选举   | 法國                 | 市镇                 |                      | 埃马纽埃尔·马克龙             | 41.1%                |                      | 埃马纽埃尔·马克龙             | 78.3%                | [ 23 ]               |
| 2022年法国立法选举   | 伊夫林省第四选区     | 市镇                 |                      | 玛丽·勒贝克                   | 43.83%               |                      | 玛丽·勒贝克                   | 69.98%               | [ 23 ]               |

## 人口
2019年，沙图市镇人口数量为30,153，在法国排名第276位。其中男性14,286人，女性15,867人，75岁及以上人口占7.8%，外籍人口数量为2,501人，人口密度为5,936人/平方公里，当地居民被称为（男性）或（女性）。2020年，沙图境内出生323人，死亡人口231人。
| 沙图1901年－2019年人口变化情况 |
|                                |
| 数据来源：Cassini、INSEE       |

## 经济
沙图是巴黎西郊的一个卫星城。截止2022年10月，沙图市镇范围内共有各类用人单位（包含自雇）4,910家，平均历史为13年，其中98.98%为中小型企业（PME），2022年8月至10月间，当地的经济活力指数为0.43%。 （消防器械生产）、（制药）及（电机制造）是当地2021年营业额最高的三个企业，分别为231,532,207欧元、131,268,001欧元和105,082,000欧元。

## 财政与居民收入
2020年，沙图的财政收入总额为38,856,500欧元，财政支出总额为35,857,800欧元，当年的债务总额为23,160,300欧元。2021年，沙图市镇共获得2,147,717欧元的国家财政补助，比上一年减少了3.95%。
2020年，沙图的人均月收入总额为4,231欧元，其中高级职员为5,795欧元，高于法国平均水平（4,230欧元）；中级职员为2,881欧元，高于法国平均水平（2,411欧元）；普通职员为2,050欧元，亦高于法国平均水平（1,740欧元）。
2019年，沙图境内的青壮年（15至64岁）失业率为8.6%，当地71.7%的家庭拥有纳税资格，平均纳税9,271欧元，高于法国平均水平（3,910欧元）。

## 社会事务

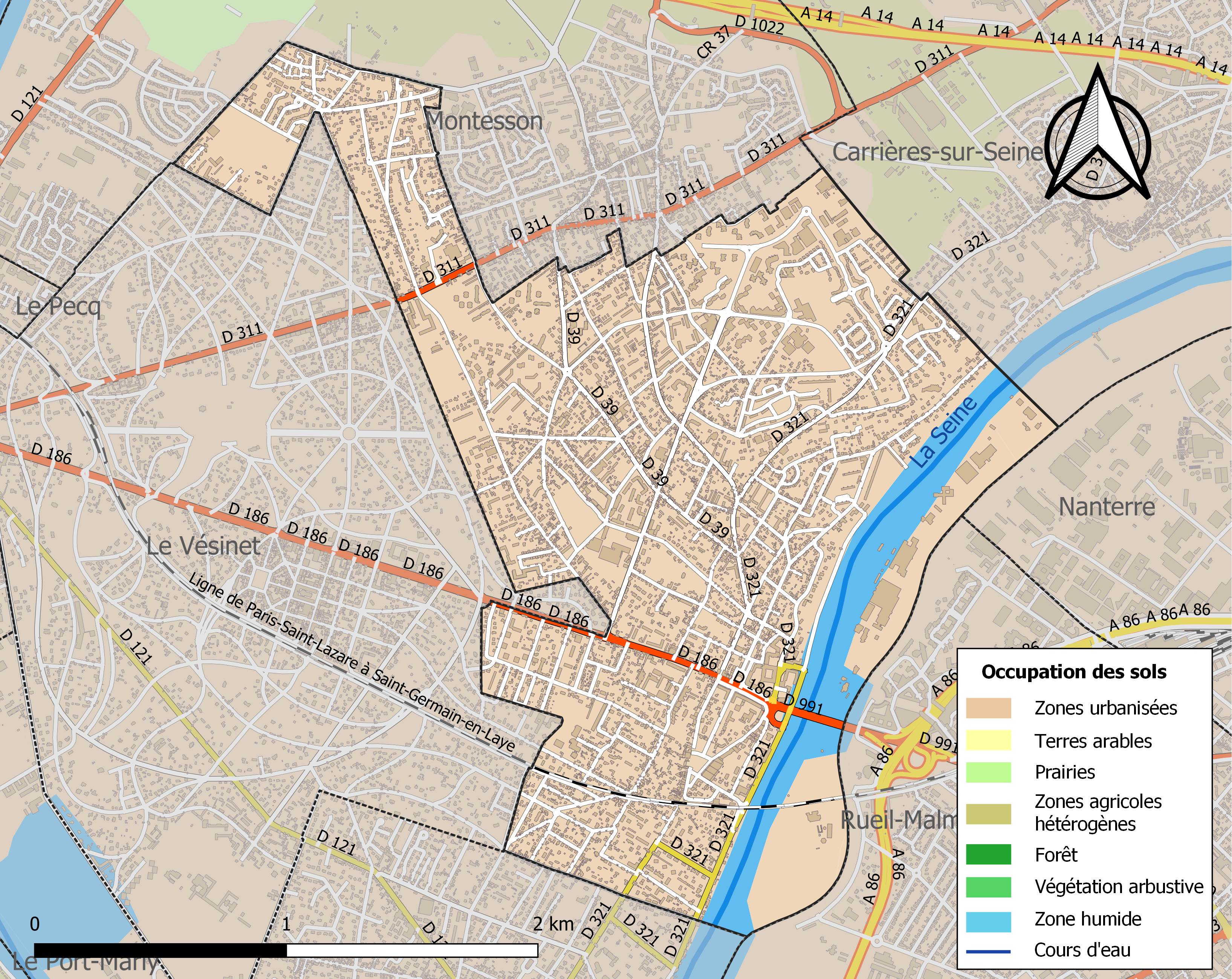
沙图土地利用情况地图

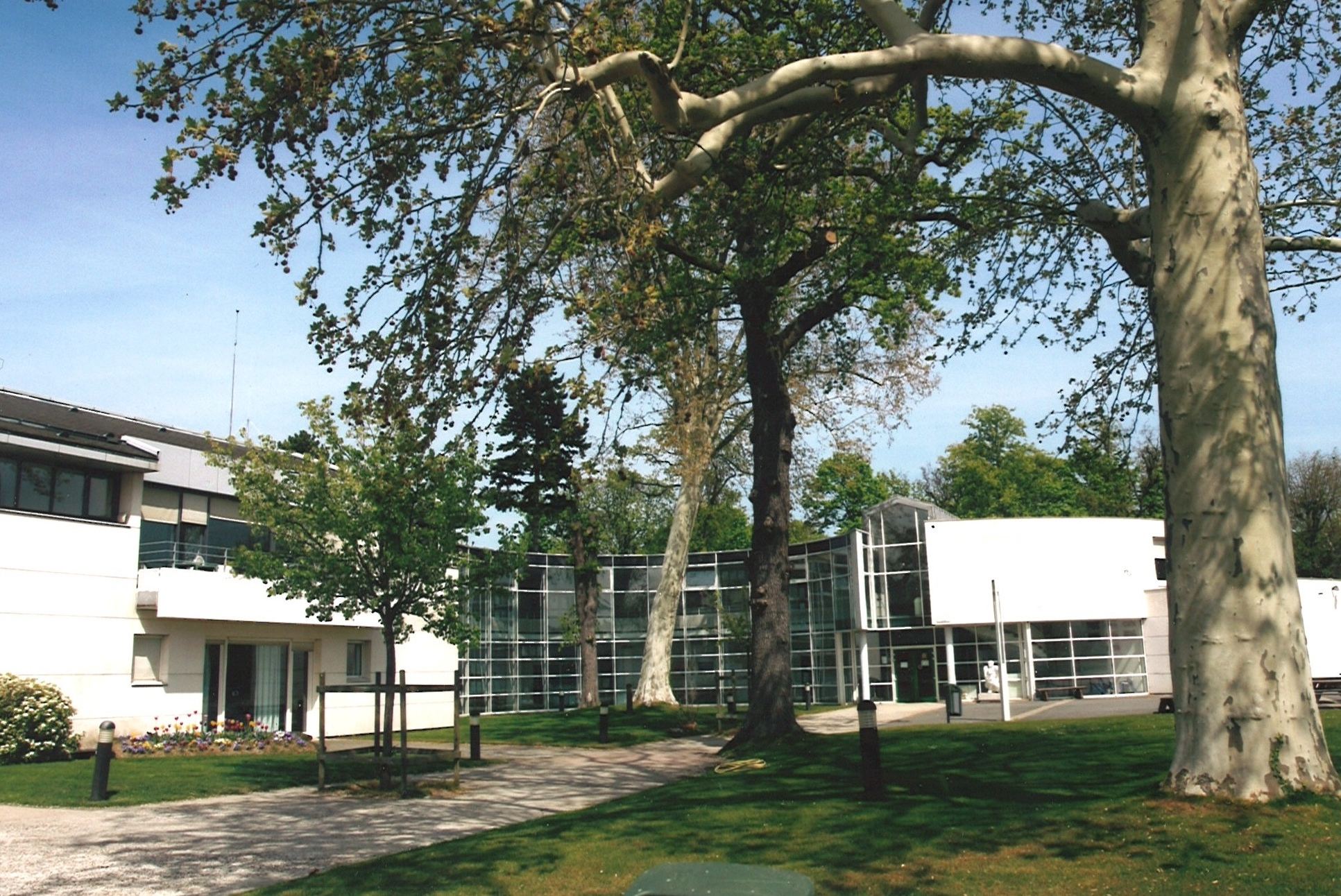
沙图的一所高级中学

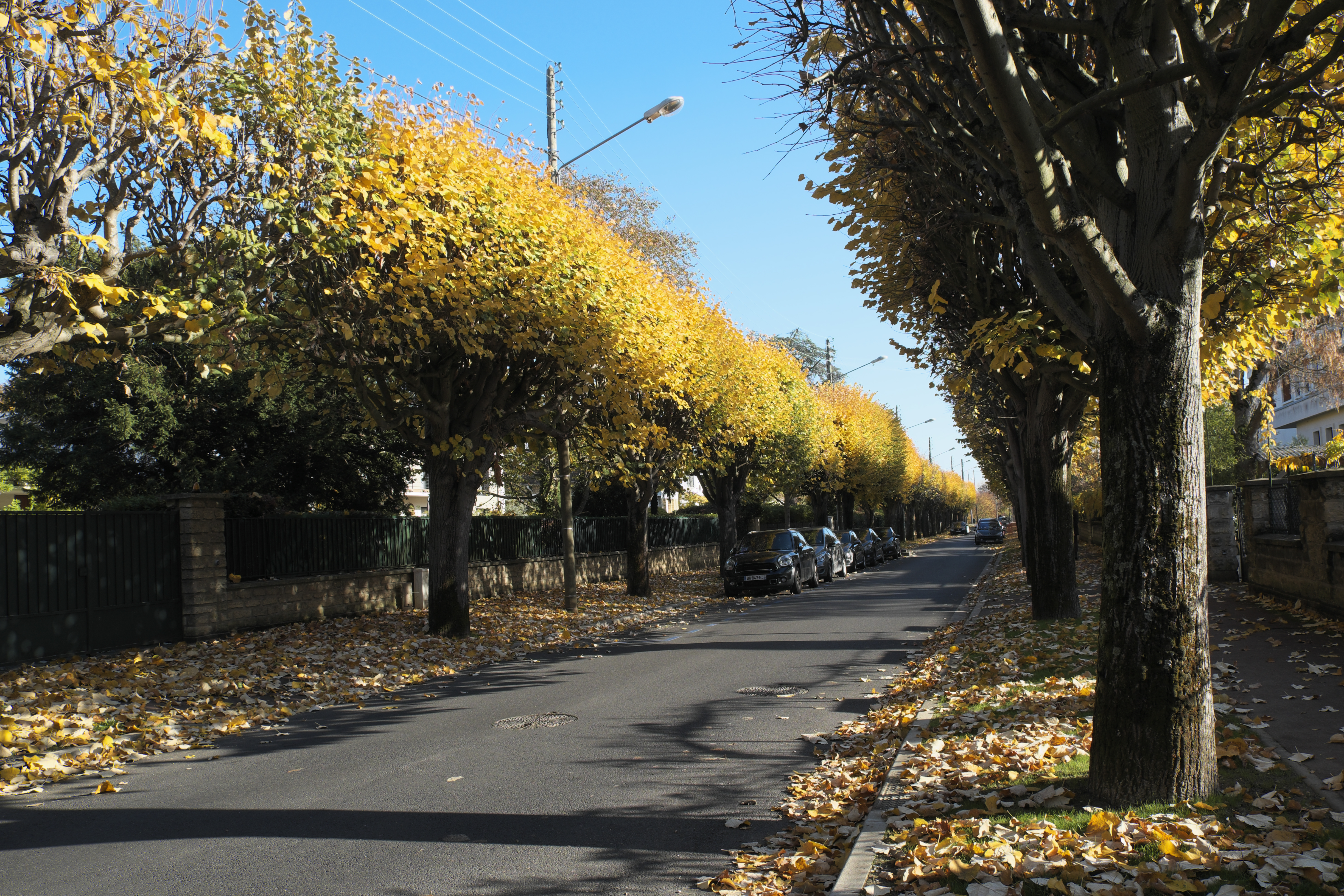
鲁本大道

### 教育
沙图属于凡尔赛学区。截止2021年1月1日，沙图境内共有9所幼儿园、7所小学、4所初级中学、1所普通高中和1所职业高中。2018至2019学年度，沙图境内共有在校中等教育阶段学生1,213名。

### 医疗
截止2021年1月1日，沙图境内共有全科医生12名、保健师20名、牙医20名、护士12名、眼科医生4名、皮肤科医生2名、助产士2名、儿科医生3名和妇科医生2名。境内共有药房8家、残疾人帮扶中心3家。
距离沙图最近的区域性医疗机构为普瓦西-圣日耳曼昂莱市际中心医院（Centre hospitalier intercommunal Poissy/Saint-Germain-en-Laye），其位于圣日耳曼昂莱的主病区距离沙图市区的正常车程在20分钟以内，该院设有床位391个，是当地规模最大的公立综合性医院。

### 住房
2019年，沙图境内共有各类住房14,190套，其中29.8%为独立式居民区，69.7%为集中式居民区。常住房屋占沙图市镇范围内居民建筑总量的90.1%。
在住房保障政策方面，2021年，沙图境内共有1,180户家庭获得了住房经济补助，受益人数占总人口数量的3.9%，其中1,154份为房租补助。

### 商业
2021年，沙图境内共有各类实体商铺392家，其中餐厅56家、大型超市1家、杂货店8家、面包房11家、肉铺6家、书店2家、装饰品店1家、银行门店9家、美容美发店27家、汽车维修店11家。沙图镇中心建有一家Monoprix购物超市。

### 体育
2021年，沙图境内共有1家游泳池、5间体育馆、1座综合体育场、20处网球场、1处马术场、3处足球或橄榄球场以及2处篮球或排球场。
截至2022年10月，沙图境内共有两家注册足球俱乐部。沙图体育联盟（A.S. Chatou，编号500416）是当地的代表性足球队，成立于1921年，其主队2022至2023赛季参加法兰西岛大区足球联赛甲组（法国第六级别），其主场为夏尔·菲纳尔泰里球场（Stade Charles Finaltéri）。

### 环境
沙图的环境事务由其所属的圣日耳曼塞纳河湾城市圈公共社区联合各级政府协调负责。2021年，沙图境内共有1家污染企业。

### 治安
沙图及其附近的共13个市镇是圣日耳曼昂莱警区（zone police de Saint-Germain-en-Laye）的管辖范围。2020年，该宪兵队累计记录各类案件8,861起，其中盗窃类案件4,771起，经济类案件1,385起，毒品交易类案件623起。

## 文化
2021年，沙图境内共有1家剧场、1家电影院和1家音乐厅。沙图市政府提供多媒体中心，每周二至六向公众开放。

### 建筑
沙图境内有多处历史建筑，其中沙图圣母教堂、雏鸡园城堡（Château de la Faisanderie）等为法国国家文物保护单位。

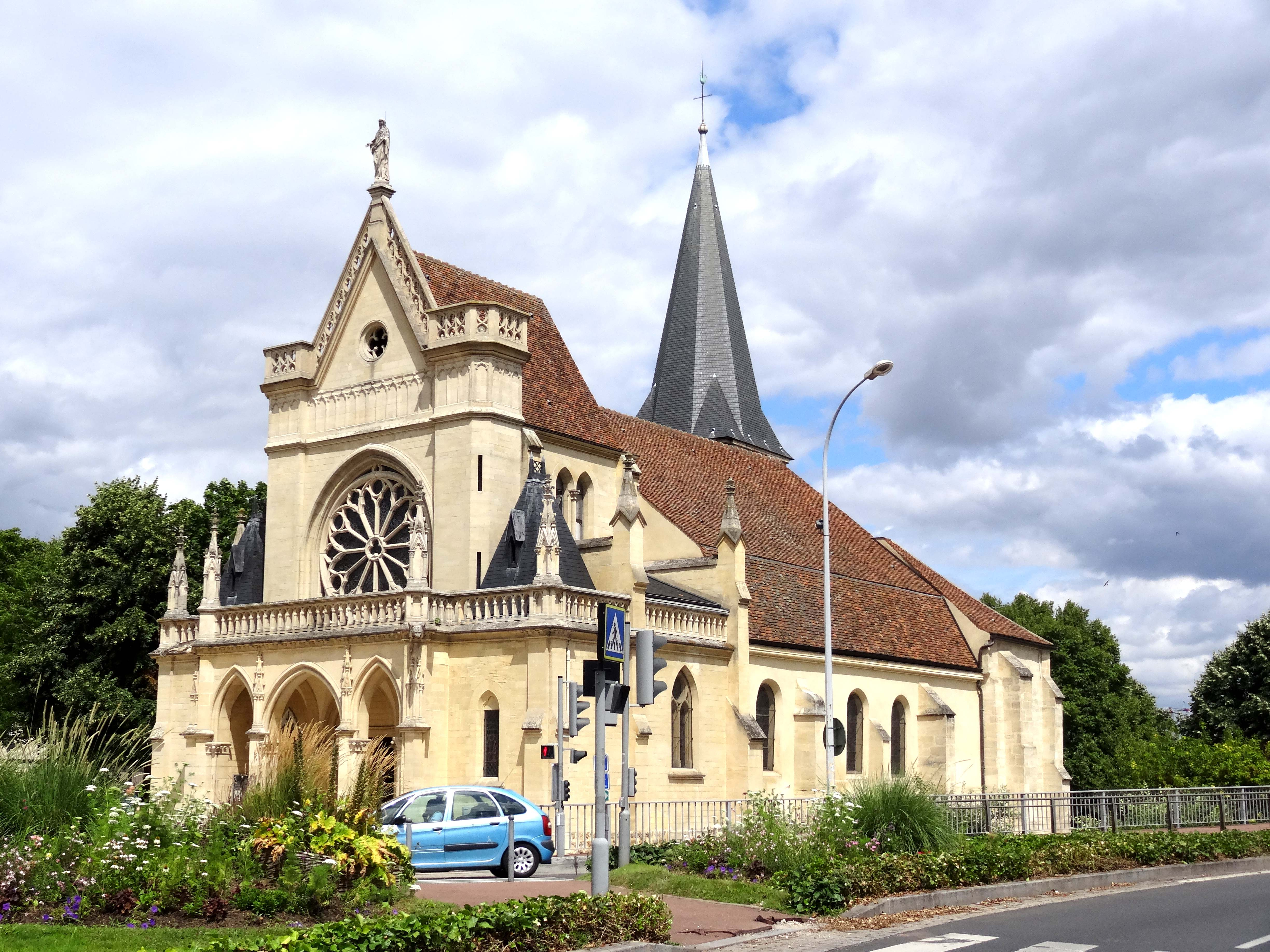
沙图圣母教堂（法语：Église Notre-Dame de Chatou）
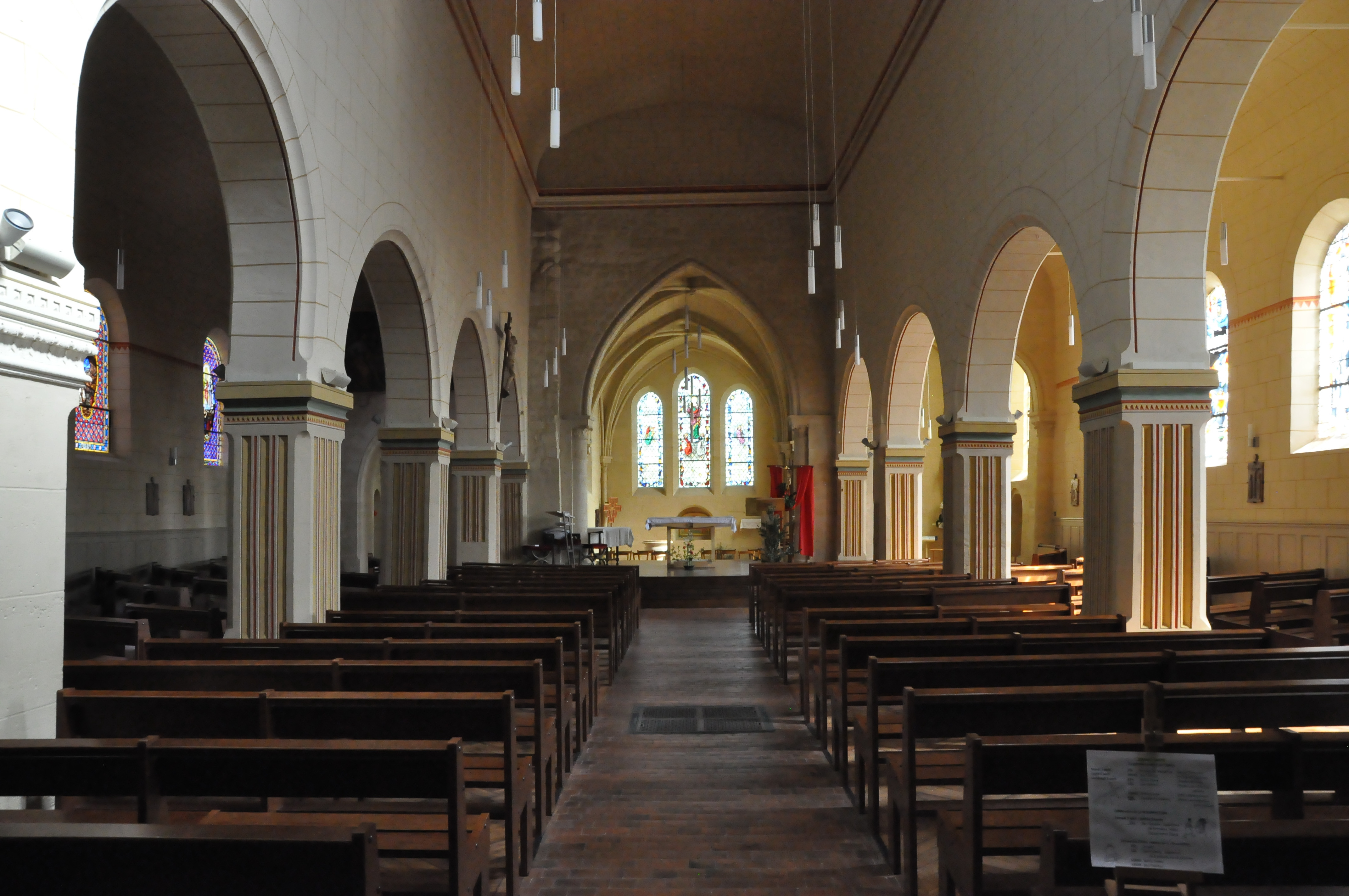
教堂大厅
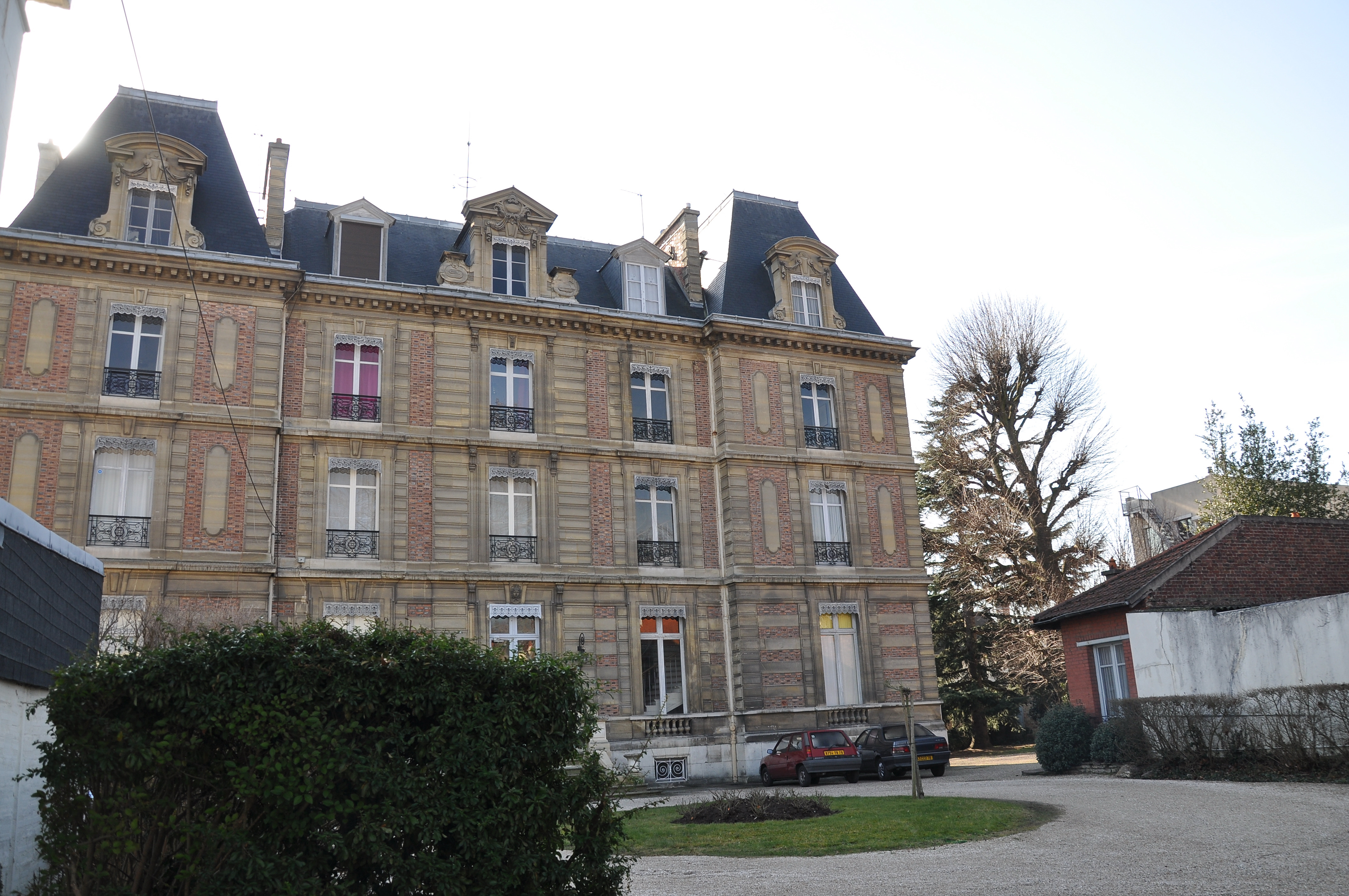
雏鸡园城堡
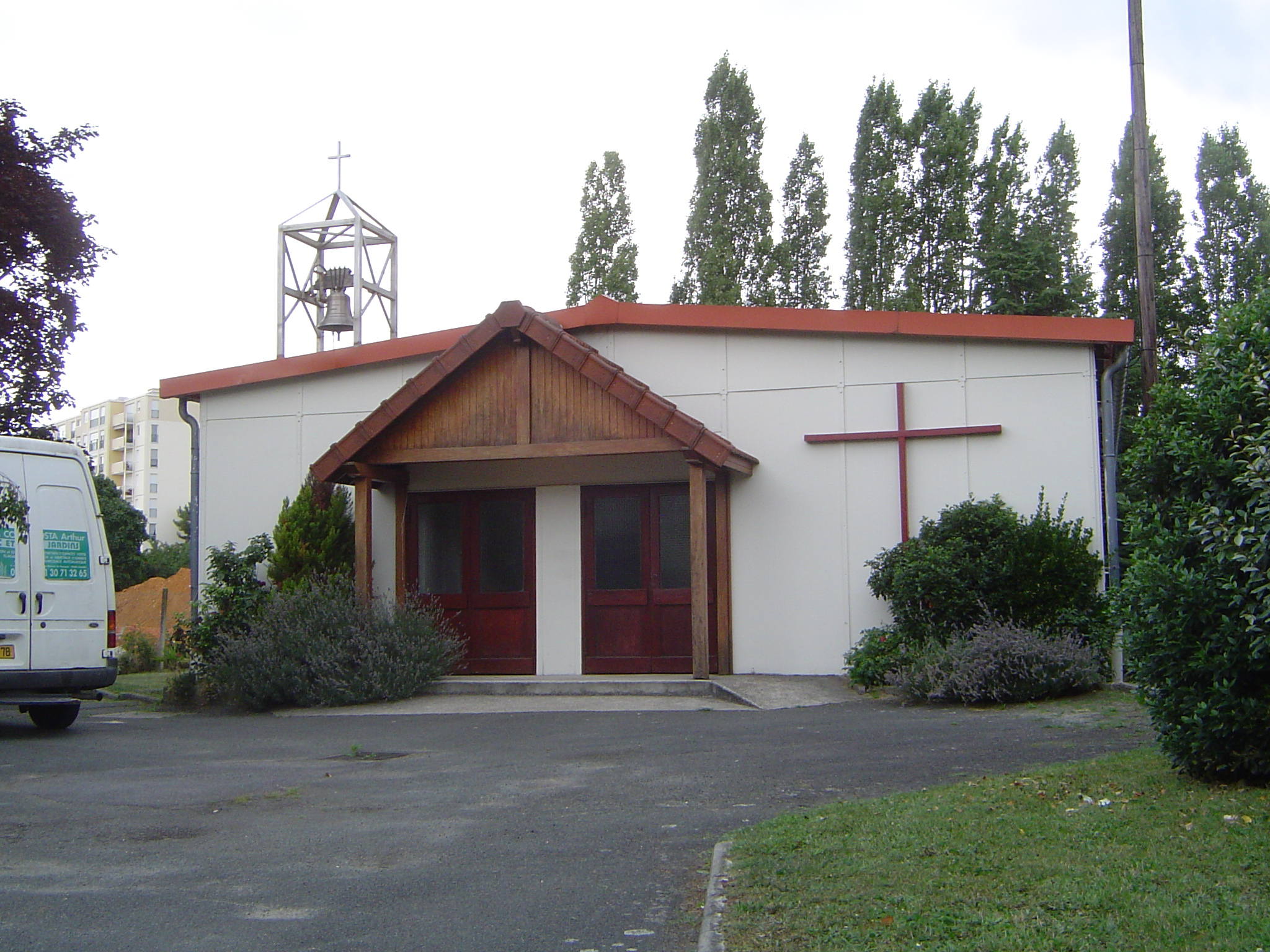
圣让小教堂
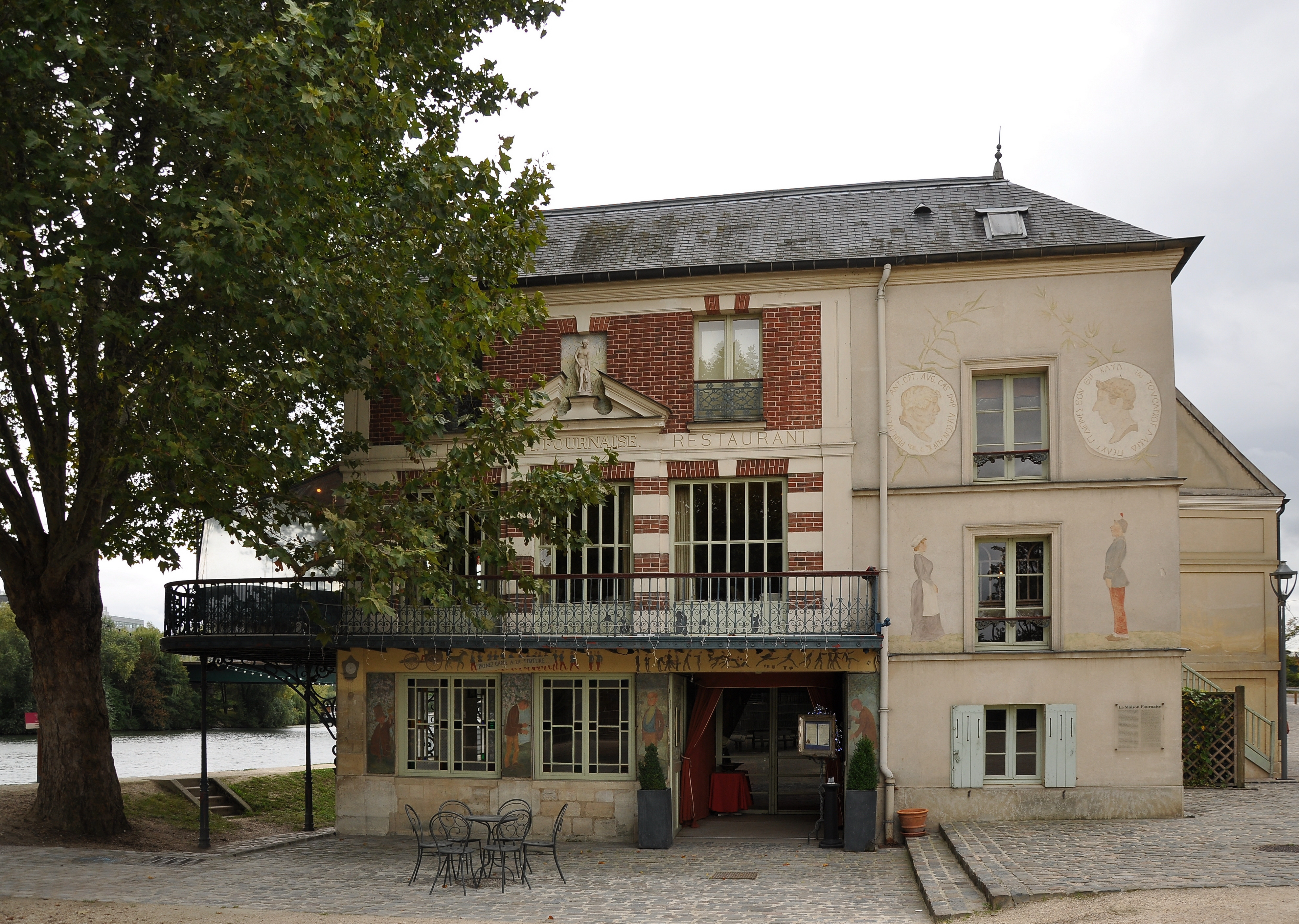
富尔奈斯楼（法语：Maison Fournaise）
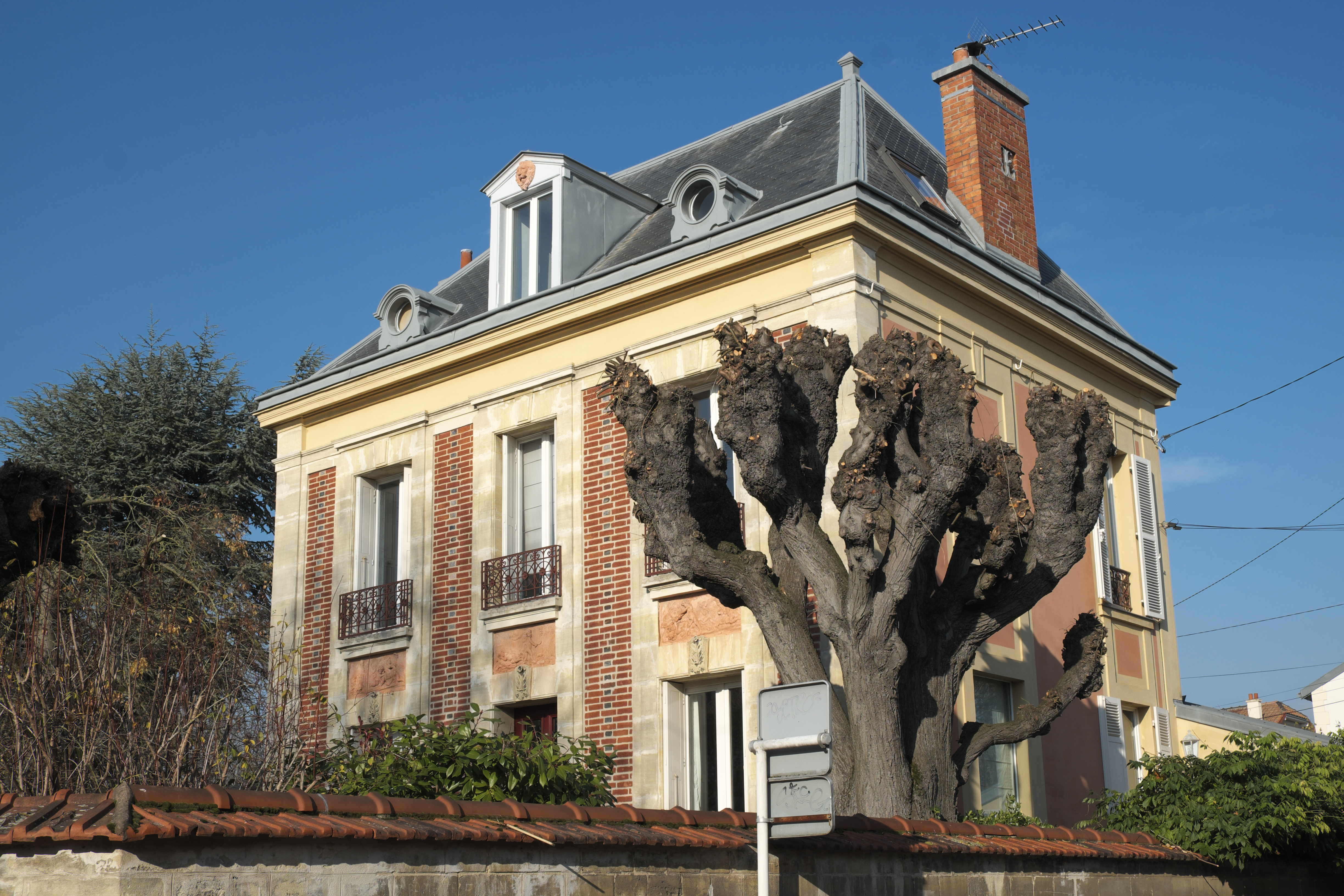
一处别墅

### 旅游
沙图的旅游事务由其所属的圣日耳曼塞纳河湾城市圈公共社区负责。2022年，沙图境内共有1家酒店共计17间房间。

### 媒体
法国主要的媒体均可在沙图接收，法国电视三台下属的法兰西岛大区频道在部分时段播出沙图所属区域的地方新闻。蓝色法兰西巴黎广播、巴黎营地广播、BFM电视台巴黎频道、《巴黎人报》等是当地主要的地方性媒体。

## 相关人物
法国画家安德烈·德兰、演员吕西安·达尔萨斯、政治家乔治·芒代尔和击剑运动员让·勒瓦瓦瑟尔出生于沙图。
法国建筑师保罗·阿巴迪逝世于沙图。

## 友好城市
截至2022年10月，沙图暂未建立任何友好城市关系。